# David II de Kakhètia
David II (Imam Kuli Khan) fou rei de Kakhètia del 1703 al 1722. Nascut a Tbilisi el 1678, era el fill gran d'Irakli I de Kartli. Va ser nomenat valí (governador) després de la deposició del pare el maig del 1703. Casat amb Fakhri Jan Begum, filla de Zukurizada (governador-general d'Erevan), neta de Shamkhal i germana d'Itimad ed-Daula de Pèrsia. Va morir a Magharo, el maig de 1721 i el va succeir el seu germà Constanti II de Kakhètia.